# Mercersburg (Pennsylvanie)
Mercersburg est un borough situé au sud-ouest du comté de Franklin, en Pennsylvanie, aux États-Unis,. En 2010, il comptait une population de 1 561 habitants. Le borough est incorporé en février 1831.

## Démographie
Lors du recensement de 2010, le borough comptait une population de 1 561 habitants. Elle est estimée, en 2019, à 1 561 habitants.

## Personnalités liées
- Jane Irwin Harrison